# Kniphofia ichopensis
Kniphofia ichopensis là một loài thực vật có hoa trong họ Thích diệp thụ. Loài này được Schinz miêu tả khoa học đầu tiên năm 1902.